# Heinrich Otto Wieland
Heinrich Otto Wieland (Pforzheim, 4. lipnja 1877. – Starnberg, 5. kolovoza 1957.) - njemački kemičar. 
Poznat je po tome što je godine 1927. dobio Nobelovu nagradu za kemiju u znak priznanja za istraživanje žučnih kiselina. In 1901 Wieland received his doctorate at the University of Munich while studying under Johannes Thiele.
Za vrijeme Prvog svjetskog rata pod Fritzom Haberom radio je na proizvodnji iperita. Godine 1941. je sintentizirao alfa-amanitin.
Wieland je bio rodbinski povezan s Alfredom Boehringerom, osnivačem farmaceutske kompanije Boehringer Ingelheim, s kojom je od 1915. i 1920. i poslovno surađivao. Ista tvrtka od 1964. sponzorira prestižnu nagradu Otto Wieland koja se dijeli za istaživanja na polju lipida.
Za vrijeme Drugoga svjetskoga rata, pomogao je židovskim studentima i protivio se njihovom progonu.